# Radeon Instinct
Radeon Instinctは、AMDのディープラーニング指向GPUのブランド 。2016年にAMDのFirePro Sブランドを後継した。メインストリームのコンシューマ/ゲーム製品のRadeonブランドと比較すると、Radeon Instinctブランドの製品は、ディープラーニングや 人工ニューラルネットワーク、高性能コンピューティング / GPGPUアプリケーションを加速させることを目的としている。 
Radeon Instinct製品ラインは、ディープラーニングおよびGPGPUカードのNvidiaのTeslaおよびIntel Xeon Phiラインと直接競合する。 